# ガルシア凛々
ガルシア 凛々（ガルシア りんりん、1993年5月28日 ‐ ）は、日本の女優、タレント、ファッションモデルである。長野県出身。

## 略歴

### 生い立ち
母がスペイン、父が日本のハーフ。長野県長野市出身。

### 経歴
高校生の時に渋谷109で働くショップ店員に憧れを持ちＣＲＯＯＺブログを始める。
窪田理容美容専門学校に進学と共に上京、渋谷駅でスカウトされ雑誌の読者モデルの仕事を始める。
学校卒業と当時にアパレルで働き始めるが芸能活動を本格的に始める為退社し、事務所に所属する。
以降、様々なジャンルで活動している。

## 人物
- 趣味はセルフジェルネイル、特技は早着替え。
- 小学校は金管バンドに所属しアルトホルンを担当していた。更にスポーツにも興味を持ちドッジボール部やバレーボール部に所属する。高校時代は軽音楽部に入部しボーカルを務めた。
- 進学した専門学校では美容師免許を取得している。

## 出演

### テレビ番組
TBSテレビ
- 「ニンゲン観察バラエティ モニタリング」（2018年）-どっきり仕掛人-[2]
- 「中居正広の金曜日のスマイルたちへ」(2019年-)-赤服-[3]

テレビ朝日
- 「キスマイ魔ジック」(2016年)-ギャルメイク企画-[4]

日本テレビ
- 「踊る!さんま御殿!!」(2016年)-再現VTR-
- 「ご対面バラエティー 7時にあいましょう」(2016年9月)-大堀恵役-[5]
- 「行列のできる法律相談所」(2017年、2018年)-再現VTR-[6]
- 「新婚有田と独身女」(2018年)[7]
- 「ザ!世界仰天ニュース」(2018年)[8]
- 「ダウンタウンのガキの使いやあらへんで!」(2018年)-サイレント図書館-[9]

テレビ東京
- 「ソレダメ!〜あなたの常識は非常識!?〜」(2018年)-イメージシーン-[10]

### テレビドラマ
- 海月姫(フジテレビ・2018年)-スチュワーデス役-[11]

### ミュージックビデオ
- the Raid.「歌舞伎町レイニー」[12]
- EXILE THE SECOND「YEAH!! YEAH!! YEAH!!」[13]
- 三代目 J SOUL BROTHERS from EXILE TRIBE「 Welcome to TOKYO」[14]

### モデル
- 「nuts」メイク企画
- 「S cawaii」
- 「BLENDA」企画撮影
- 「美人時計 ViVi girs」ファイナリスト
- 「アメ車Magazine」2020年4月16日発売

### 舞台
- AUBE GIRL’S STAGE第3回公演「君に触れて、私は泣きたい」-優花役-
- 両国・Air studio - エアースタジオ「解体OK」-斉藤まちこ役-[15]

### CM
- 大塚製薬 「カロリーメイト」(2016年)-ホステス役-[16]
- ソフトバンクグループ 「ソフトバンクライブ！de ライブ！篇」(2017年)[17]
- よみうりランド (2017年)[18]
- 司法書士法人 新宿事務所(2017年)
- 「THE KING OF FIGHTERS '98UM OL」(2017年)-カフェ店員役-[19]
- 「JOYSOUND」 曲間CM　[20]
- 「詐欺ウォール」(2019年)-女性詐欺師役- [21]
- 花王「ビオレZ 汗ペタに悩める女子の会　全身用ジェル」(2019)[22]
- ビビッドアーミー 「実はみんな・・・」(2020)[23]

### イベント
- 日本ハム 料理教室イベント 舟山久美子さんアシスタントMC[24]
- フィッシングショー2017 「東レ ブース」パシフィコ横浜[25]
- 東京ゲームショウ2017「H２Lブース」[26]
- 東京コミコン2017、2019
- ポタフェス2018、2019
- FORMULA DRIFT JAPAN2018 「RS★R」富士スピードウエイ[27]
- スーパー耐久2018 最終戦「GINETTA」[28]

### イメージガール
- DIXCEL GIRLS 2018[29]
- 8282 GIRLS 2020